# Jiří Lála
Jiří Lála (* 21. srpna 1959 Tábor) je bývalý československý hokejový útočník, který největší část kariéry odehrál za TJ Motor České Budějovice. Je stříbrným medailistou ze ZOH 1984 a mistrem světa z roku 1985. Ve své kariéře nastřílel 89 gólů v reprezentaci, 297 v československé lize, 230 v německé lize a čtyři ve švýcarské lize – je tak členem Klubu hokejových střelců deníku Sport (14. místo) a Klubu 300 MF Dnes (6. místo). V roce 2010 byl uveden do Síně slávy českého hokeje.

## Životopis
Jiří Lála se narodil v Táboře a vyrůstal v Soběslavi, kde on i jeho o dva roky starší bratr Luboš začínali s hokejem a fotbalem. Ke sportu je vedl otec, který hrával fotbal za Karvinou, Bohumín, VTJ Tábor a Spartak Soběslav. Jiří Lála ještě v dorostu hrál za československou fotbalovou reprezentaci, ale nakonec se plně věnoval jen hokeji. V roce 1974 přestoupil do dorostu Motoru České Budějovice a o dva roky později, ve svých sedmnácti letech poprvé nastoupil v československé lize. V jednadvaceti letech narukoval do Dukly Jihlava, stal se stabilním členem československé reprezentace a zúčastnil se svého prvního mistrovství světa v hokeji. Po třinácti sezónách v československé hokejové lize, během nichž odehrál také 198 zápasů za reprezentaci, odešel ve svých třiceti letech hrát do Německa. V německé nejvyšší ligové soutěži DEL odehrál za Eintracht Frankfurt a Mannheimer ERC sedm sezón, v nichž nastřílel 230 gólů. V sezóně 1993/94 se vrátil do HC České Budějovice jako posila na playoff, tým však nezvládl roli favorita a vypadl v 1. kole s HC Olomouc. Podobně vypomáhal na konci následující sezóny v Grasshopper Club Zürich. V sedmatřiceti letech zamířil na rok do Velké Británie, pak se vrátil do Německa a ještě pět let hrál v nižších soutěžích za ERC Selb a EV Eisbären Regensburg. Hráčskou kariéru zakončil ve třiačtyřiceti letech při benefičním utkání 23. srpna 2002 v Regensburgu, kde následně pracoval čtyři roky jako manažer místního klubu. V roce 2006 s hokejem skončil a od té doby vede v České republice pobočku firmy André Média Group, kterou sám vybudoval.
Jiří Lála je podruhé ženatý. Poprvé se oženil během svého hokejového angažmá v Jihlavě s reprezentantkou v moderní gymnastice Ivanou Volfovou – 27. ledna 1983 se jim narodil syn Jiří. Podruhé se oženil v Německu, má manželku Silvii, dceru Franciscu a syna Joea. S rodinou žije v Regensburgu.

## Reprezentace
V dresu československé reprezentace se zúčastnil dvou zimních olympijských her a pěti mistrovství světa v ledním hokeji. V roce 1983 se s devíti brankami stal nejlepším střelcem na mistrovství světa v ledním hokeji a rovněž byl vyhlášen nejlepším útočníkem šampionátu.

## Statistiky reprezentace
| Turnaj             | Místo konání                                     | Z  | G  | A  | B  | Umístění            | Soupisky          |
| ------------------ | ------------------------------------------------ | -- | -- | -- | -- | ------------------- | ----------------- |
| MS 1981            | Švédsko (Stockholm a Göteborg)                   | 8  | 7  | 3  | 10 | Bronzová medaile    | Soupiska MS 1981  |
| KP 1981            | Severní Amerika                                  | 6  | 4  | 2  | 6  | prohra v semifinále | Soupiska KP 1981  |
| MS 1982            | Finsko (Tampere a Helsinky)                      | 10 | 6  | 3  | 9  | Stříbrná medaile    | Soupiska MS 1982  |
| MS 1983            | Západní Německo (Mnichov, Dortmund a Düsseldorf) | 10 | 9  | 5  | 14 | Stříbrná medaile    | Soupiska MS 1983  |
| ZOH 1984           | Jugoslávie (Sarajevo)                            | 7  | 1  | 4  | 5  | Stříbrná medaile    | Soupiska ZOH 1984 |
| KP 1984            | Severní Amerika                                  | 5  | 0  | 0  | 0  | 5. místo v ZČ       | Soupiska KP 1984  |
| MS 1985            | Československo (Praha)                           | 10 | 8  | 5  | 13 | Zlatá medaile       | Soupiska MS 1985  |
| MS 1986            | Sovětský svaz (Moskva)                           | 10 | 1  | 1  | 2  | 5. místo            | Soupiska MS 1986  |
| ZOH 1988           | Kanada (Calgary)                                 | 6  | 2  | 1  | 3  | 6. místo            | Soupiska ZOH 1988 |
| Celkem na MS (5x)  |                                                  | 48 | 31 | 17 | 48 |                     |                   |
| Celkem na ZOH (2x) |                                                  | 13 | 3  | 5  | 8  |                     |                   |

## Juniorská reprezentace
- MSJ 1977 – 3. místo
- MSJ 1979 – 2. místo

## Československá liga
V československé hokejové lize a české hokejové extralize odehrál celkem 14 sezón, 514 utkání a dal v nich 297 gólů, z toho 12 sezón, 426 utkání a 245 gólů za České Budějovice, kde je druhým nejlepším střelcem v historii klubu.
| Rok       | Klub                | Z  | G                                    | Umístění |
| --------- | ------------------- | -- | ------------------------------------ | -------- |
| 1976–1977 | Motor Č. Budějovice | 22 | 8 (2+6)                              | 5. místo |
| 1977–1978 | Motor Č. Budějovice | 44 | 29 (16+13)                           | 6. místo |
| 1978–1979 | Motor Č. Budějovice | 42 | 34 (19+15)                           | 9. místo |
| 1979–1980 | Motor Č. Budějovice | 42 | 40 (22+18)                           | 8. místo |
| 1980–1981 | HC Dukla Jihlava    | 44 | 62 (40+22) nejlepší střelec          | 4. místo |
| 1981–1982 | HC Dukla Jihlava    | 44 | 31 (12+19)                           | 1. místo |
| 1982–1983 | Motor Č. Budějovice | 40 | 47 (30+17)                           | 4. místo |
| 1983–1984 | Motor Č. Budějovice | 40 | 51 (32+19)                           | 5. místo |
| 1984–1985 | Motor Č. Budějovice | 36 | 41 (28+13)                           | 5. místo |
| 1985–1986 | Motor Č. Budějovice | 35 | 44 (19+25)                           | 9. místo |
| 1986–1987 | Motor Č. Budějovice | 39 | 43 (20+23)                           | 6. místo |
| 1987–1988 | Motor Č. Budějovice | 38 | 68 (30+38) vítěz a nejlepší nahrávač | 5. místo |
| 1988–1989 | Motor Č. Budějovice | 45 | 66 (27+39)                           | 6. místo |
| 1993–1994 | HC Č. Budějovice    | 3  | 0                                    | 5. místo |